# São João (Antiga e Barbuda)
Pronunciação
São João (em inglês: Saint John's, nome também usado em português) é a capital de Antígua e Barbuda, com uma população de 21926 habitantes (em 2013). Localiza-se na ilha de Antígua, às margens do oceano Atlântico. A cidade é o centro comercial do país e possui o principal porto da ilha de Antígua.

## Economia
A cidade como muitas outras do Caribe, tem serviços financeiros como grande parte de sua economia local, junto a atividade turística e a pesca. Diversas instituições financeiras estão localizadas em São João.

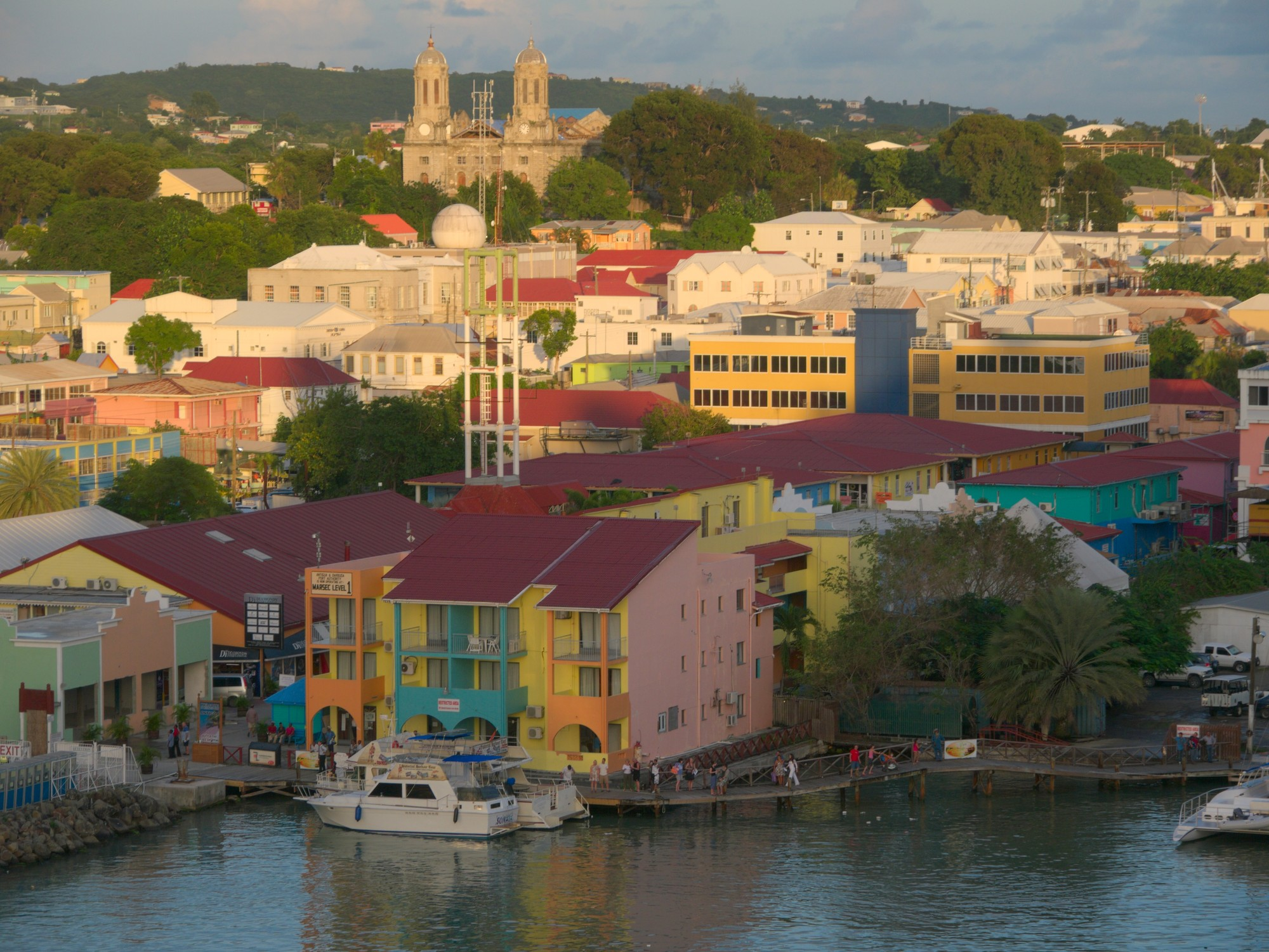
São João em 2011.